# Svartribbad vitvingemätare
Svartribbad vitvingemätare (Siona lineata) är en fjärilsart som beskrevs av Giovanni Antonio Scopoli 1763. Svartribbad vitvingemätare ingår i släktet Siona och familjen mätare. Arten är reproducerande i Sverige. Inga underarter finns listade i Catalogue of Life.

## Bildgalleri

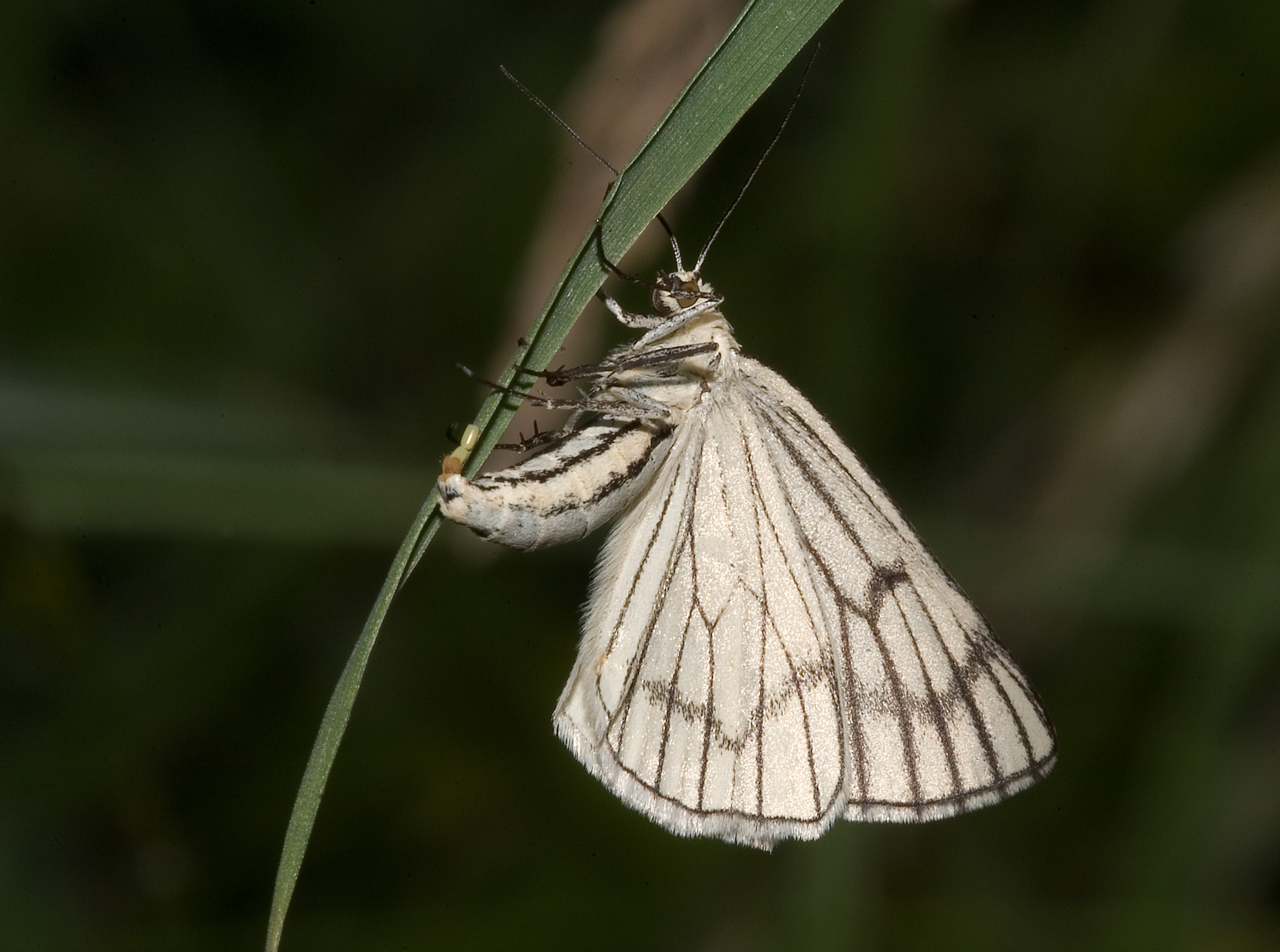
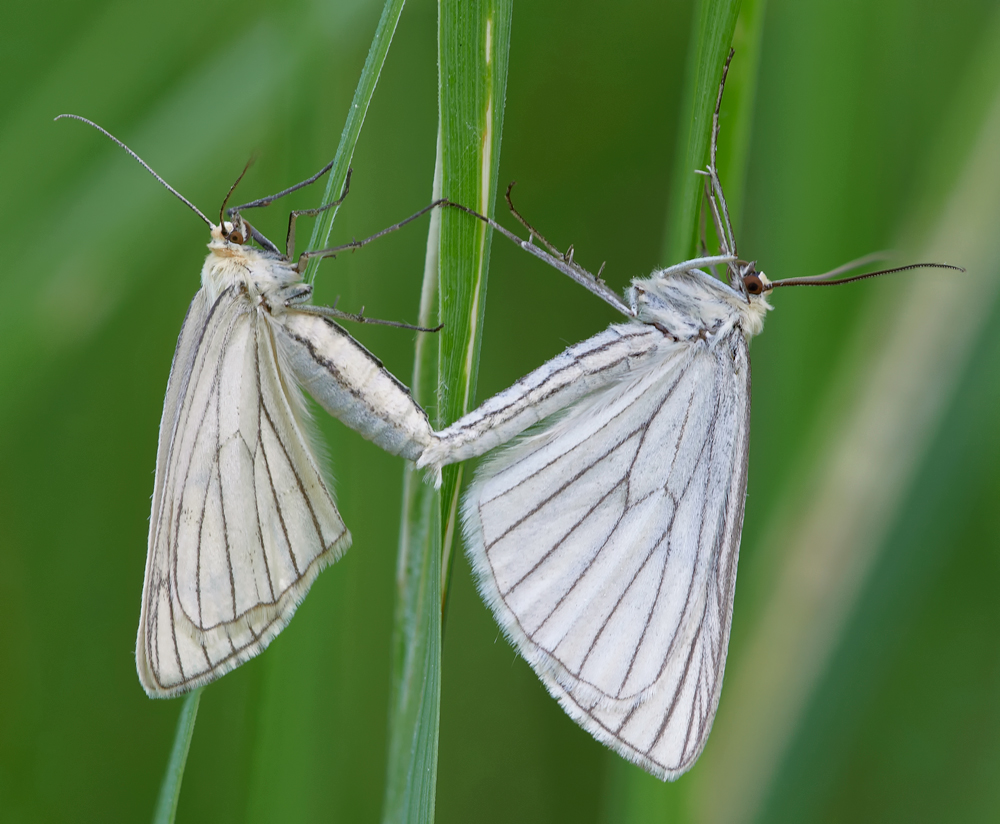
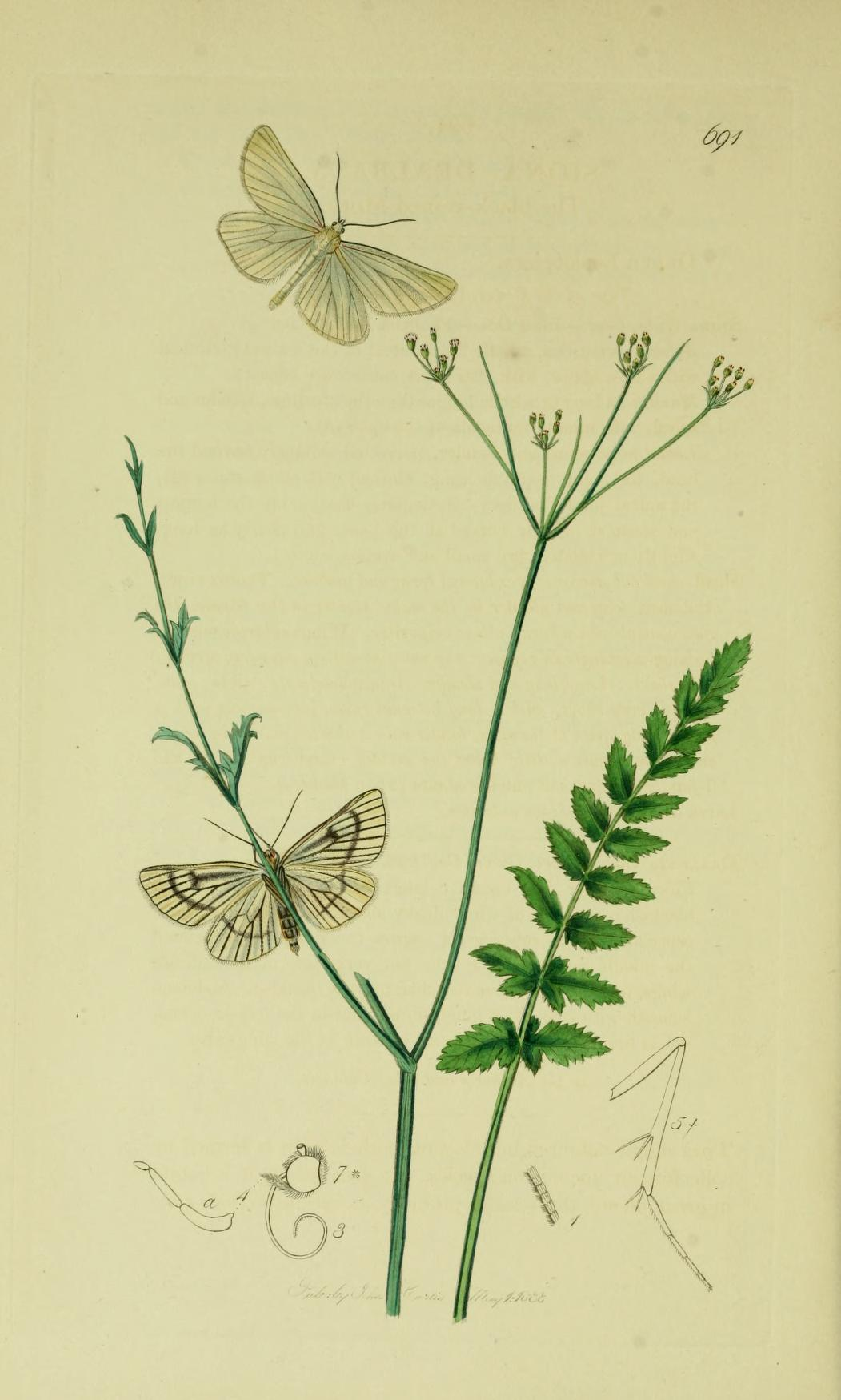